# NGC 600
NGC 600 је спирална галаксија у сазвежђу Кит која се налази на NGC листи објеката дубоког неба.
Деклинација објекта је - 7° 18' 44" а ректасцензија 1h 33m 5,4s. Привидна величина (магнитуда) објекта NGC 600 износи 12,4 а фотографска магнитуда 13,1. Налази се на удаљености од 22,9000 милиона парсека од Сунца. NGC 600 је још познат и под ознакама MCG -1-5-7, IRAS 01305-0733, PGC 5777.